# Penstemon barnebyi
Espèce
Penstemon barnebyi est une espèce de plantes de la famille des Plantaginacées, originaire d'Amérique du Nord. En anglais, elle est connue sous le nom de Barneby’s Beardtongue.

## Description
Cette espèce est pérenne et peut atteindre 30 cm de hauteur. Elle se trouve en Californie et au Nevada. Les fleurs sont généralement de couleur pourpre ou violette. 